# (9796) Robotti
(9796) Robotti est un astéroïde de la ceinture principale.

## Description
(9796) Robotti est un astéroïde de la ceinture principale. Il fut découvert le 19 avril 1996 à Sormano par Francesco Manca et Paolo Chiavenna. Il présente une orbite caractérisée par un demi-grand axe de 2,57 UA, une excentricité de 0,04 et une inclinaison de 15,1° par rapport à l'écliptique.